# Đại học Quốc gia Seoul
Đại học Quốc gia Seoul (Tiếng Hàn: 서울대학교, Hanja: 서울大學校, Romaja quốc ngữ: Seoul Daehakgyo) là một đại học kiêm viện nghiên cứu quốc lập ở Gwanak-gu, Seoul, Hàn Quốc.
Được thành lập vào ngày 27 tháng 8 năm 1946, Seoul là một trong ba đại học danh giá bậc nhất tại Hàn Quốc (nhóm SKY) cùng với các trường Đại học Hàn Quốc và Đại học Yonsei. Trường có ba khuôn viên là khuôn viên chính ở Gwanak-gu và hai hiệu viên phụ lần lượt đặt ở Daehak-ro, Pyeongchang cũng như bao gồm 16 học viện, một trường nghiên cứu và 9 trường chuyên ngành khác. Đoàn thể học sinh có gần 17,000 sinh viên bản khóa và 11,000 sinh viên nghiên cứu (theo số liệu thống kê của năm 2011). Theo dữ liệu của Viện nghiên cứu Phát triển Giáo dục Hàn Quốc, trường Seoul chi cho mỗi sinh viên nhiều hơn bất kỳ đại học nào khác trong nước có ít nhất 10,000 người (thống kê cũng trong năm 2011).
Đại học Quốc gia Seoul có hiệp nghị với hơn 700 cơ sở học thuật và tổ chức quốc tế tại hơn 40 quốc gia, tiêu biểu như: Ngân hàng Thế giới, Đại học Pennsylvania, Đại học Washington ở St. Louis. Học viện kinh doanh có khóa trình lưỡng bằng thạc sĩ cùng Đại học Duke, Trường Kinh doanh ESSEC (Pháp), Đại học Hitotsubashi (Nhật Bản) và Đại học Yale, khóa trình trao đổi quản trị kinh doanh, khoa học và tiến sĩ với các đại học ở mười nước trên 4 châu lục khác nhau. Theo yêu cầu toàn cầu hóa đại học của chính phủ Hàn Quốc, số giáo sư quốc tế đạt đỉnh 242 người hay 4% tổng số năm 2010, nhưng sau giảm.
Đại học Quốc gia Seoul, cụ thể là học viện văn khoa bản khóa bắt nguồn từ những gì còn sót lại của Đại học Đế quốc Kinh Thành - là một trong các đại học mà Đế quốc Nhật Bản từng thành lập thời kỳ chiếm đóng bán đảo Triều Tiên. Trong thập niên 40, theo Điều lệ Quân sự số 102 của Sảnh quân chính Bộ tư lệnh Lục quân Mỹ ở Triều Tiên, Kinh Thành phải dẹp đi, sau đó, chính phủ Hàn Quốc lâm thời hợp nhất số tài sản còn sót lại cùng với chín học viện và các trường chuyên ngành khác. Tài sản sót lại của Đại học Keijo hợp nhất với Trường công nghiệp Gyeongseong, Trường khai khoáng Gyeongseong, Trường Y Gyeongseong, Trường nông nghiệp Suwon, Trường kinh tế học Gyeongseong, Trường Y học nha khoa Gyeongseong, Trường sư phạm Gyeongseong và Trường sư phạm phụ nữ Gyeongseong thành Đại học Quốc gia Seoul. Cơ quan tổng hợp đặt lên lại làm Đại học Quốc gia Seoul theo Luật Đại học Quốc gia Seoul do Quốc hội Hàn Quốc thông qua.

## Lịch sử

### Trước thành lập
Đại học Quốc gia Seoul bắt nguồn từ các cơ sở giáo dục Vua Cao Tông Nhà Triều Tiên thành lập, có vài đã sát nhập vào các học viện khi trường thành lập sau.
Để hiện đại hóa đất nước, Cao Tông bắt đầu thành lập các cơ sở giáo dục cao đẳng, bằng hoàng lệnh học viện pháp luật Beopkwan Yangseongso thành lập năm 1895, có 209 sinh viên tốt nghiệp bao gồm Lý Tuấn. Hanseong Sabeomhakgyo năm 1895 là trường sư phạm và Euihakkyo năm 1899 là trường y cũng coi là nền móng của các học viện sau này.
Sau khi Đế quốc Đại Hàn sáng lập năm 1897, Cao Tông có động lực lập thêm các cơ sở giáo dục, năm 1899 trường y khai sinh, tên đổi vài lần thành Daehan Euiwon Gyoyukbu và Gyeongseong Euihak Jeonmunhakgyo (Học viện Y học Kinh Thành), cuối cùng định làm Học viện Y học Đại học Quốc gia Seoul. Năm 1901, có phân khoa điều dưỡng thành lập, tiền thân của Học viện Điều dưỡng sau này.
Trong thời Nhật trị, Đại học Đế quốc Kinh Thành thiết lập làm một trong chín đại học đế quốc của Nhật Bản. Sau Thế chiến thứ hai và Triều Tiên độc lập, tên trường đổi từ Keijō Teikoku Daigaku (京城帝国大学) thành Gyeongseong Daehak (경성대학, 京城大學, Đại học Kinh Thành). Các Hán tự dùng trong tên có phát âm khi đọc tiếng Hàn và tính từ "Đế quốc" thì bị loại bỏ. Việc lấy tên "Quốc lập" dựa trên phong trào dân tộc học thuật có chính quyền quân sự Mỹ ở Triều Tiên đương thời ủng hộ.

### Thành lập
Đại học Quốc gia Seoul thành lập ngày 27 tháng 8 năm 1946 khi mười cơ sở giáo dục cao đẳng quanh khu vực Seoul hợp nhất, là:
- Trường đại học Gyeongseong (Gyeongseong Daehakgyo, 경성대학교)
- Học hiệu Sư phạm Gyeongseong (Gyeongseong Sabeomhakgyo, 경성사범학교)
- Học hiệu Sư phạm Phụ nữ Gyeongseong (Gyeongseong Yeoja Sabeomhakgyo, 경성여자사범학교)
- Trường nghề Pháp học Gyeongseong (Gyeongseong Beophak Jeonmunhakgyo, 경성법학전문학교)
- Trường nghề Công nghiệp Gyeongseong (Gyeongseong Gongeop Jeonmunhakgyo, 경성공업전문학교)
- Trường nghề Mỏ Gyeongseong (Gyeongseong Gwangsan Jeonmunhakgyo, 경성광산전문학교)
- Trường nghề Y học Gyeongseong (Gyeongseong Euihak Jeonmunhakgyo, 경성의학전문학교)
- Trường nghề Nông lâm Suwon (Suwon Nongnim Jeonmunhakgyo, 수원농림전문학교)
- Trường nghề Kinh tế Gyeongseong (Gyeongseong Gyeongje Jeonmunhakgyo, 경성경제전문학교)
- Trường nghề Y học Nha khoa Gyeongseong (Gyeongseong Chigwa Euihak Jeonmunhakgyo, 경성치과의학전문학교)

Hiệu trưởng đầu tiên là Harry Bidwell Ansted. Trong hơn một năm rưỡi, có phong trào biểu tình do sinh viên cùng giáo sư khởi xướng chống luật hợp nhất các học viện của chính quyền quân sự Mỹ ở Triều Tiên. Có 320 giáo sư bị sa thải và hơn 4,950 sinh viên rời trường. Hiệu trưởng thứ hai là Lý Xuân Hạo (이춘호, 李春昊), bắt đầu làm việc tháng 10 năm 1947.
Trường nghề Pháp học thành lập khi luật khoa Đại học Đế quốc Kinh Thành hợp với Học viện Pháp luật Kinh Thành. Trường sát nhập Học viện Dược Seoul tháng 9 năm 1950 làm Trường nghề Dược, trước là cơ sở tư lập.
Trong Chiến tranh Triều Tiên, trường bị Bắc Hàn chiếm đóng và Cuộc thảm sát Bệnh viện đại học Quốc lập Seoul diễn ra, bấy giờ tạm thời hợp với các đại học khác ở Hàn Quốc, tại Busan.

### Di dời
Ban đầu, khuôn viên chính (có Học viện Nhân văn Khoa học và Trường nghề Pháp học) nằm ở Dongsung-dong, Jongno-gu, sau khi có khuôn viên mới xây ở Gwanak-gu tháng 2 năm 1975, hầu hết các trường của đại học đều dời về giữa năm 1975 và năm 1979. Một phần của khuôn viên cũ, Trường nghề Y học, Trường nghề Y học Nha khoa và Trường nghề tiếp tục dùng, bây giờ lấy tên Khuôn viên Yeongeon.
Năm 2012, các nhà lập pháp cho biết Đảng Hàn Quốc Tự do cầm quyền trước cuộc bầu cử tổng thống 2012 nghiêm túc đề nghị kế hoạch dời trường về thành phố Sejong mới thành lập, một phần nỗ lực phân cấp cơ cấu chính phủ thủ đô. Ban đầu chính phủ quốc gia hỏi trường năm 2009 phụ trách xây dựng khuôn viên phụ, có báo năm sau rằng trường đã cân nhắc không tham dự kế hoạch Sejong.

## Học thuật

### Nhập học
Nhập học vào Đại học Quốc gia Seoul cực kỳ cạnh tranh, từ năm 1981 đến 1987 khi chỉ được xin vào một trường một lần, hơn 80% của 0.5% thí sinh đạt điểm cao nhất trong bài kiểm tra chính phủ tổ chức hằng năm xin vào, nhiều người không thành công.
Trường có 16 học viện cung cấp 83 khóa trình bằng cử nhân, với khóa trình thạc sĩ, tiến sĩ có một trường nghiên cứu cấp 99 khóa trình trong năm lĩnh vực học tập. Các chương trình liên khóa do hơn hai phân khoa làm và chủ đạo. Ngoài ra có chín trường nghề.

### Học viện
| - Học viện Nhân văn - Học viện Khoa học xã hội - Học viện Quản lý thương nghiệp - Học viện Sư phạm - Học viện Mỹ thuật - Học viện Giáo dục thông thức - Học viện Sinh thái nhân loại - Học viện Âm nhạc |  | - Học viện Kỹ thuật - Học viện Khoa học tự nhiên - Học viện Nông nghiệp & Khoa học đời sống - Học viện Y học - Học viện Điều dưỡng - Học viện Dược - Học viện Thú y |

## Khuôn viên

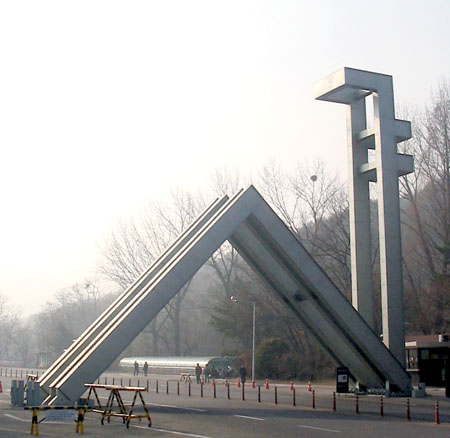
Cổng trường vào mùa đông

Đại học Quốc gia Seoul hai khuôn viên tại Seoul, một tại Pyeongchang: Khuôn viên Gwanak nằm ở số 1 Gwanak-ro, Gwanak-gu, Khuôn viên Yongon nằm phía bắc Sông Hán ở Daehangno, Jongno-gu, khuôn viên Pyeongchang mới thì ở Pyeongchang-gun, Gangwon.

### Địa điểm
Khuôn viên Gwanak chính nằm ở khu phía nam Seoul, có trạm tàu điện ngầm riêng trên Tuyến số 2. Khuôn viên Yeongeon là hiệu viên y ở trên Daehangno, đông bắc Seoul. Khuôn viên Suwon là viên nông nghiệp cũ, cũng gọi là Khuôn viên Sangnok, từng nằm ở Suwon 40 km phía nam Seoul, dời về Gwanak mùa thu năm 2004, nhưng vài cơ sở nghiên cứu vẫn còn lại.

### Cơ sở mới
Tháng 2 năm 2010, Đại học Quốc gia Seoul ký hiệp định với thị trưởng thành phố Siheung và tỉnh trưởng Gyeonggi lấy trợ giúp hành chính để xây dựng khuôn viên toàn cầu, được 826,000 m² (204 mẫu Anh) đất đai ở khu vực kinh tế bờ tây, gần Khu đô thị mới Songdo, cảng Pyeongtaek, Sân bay Quốc tế Incheon, Cảng Incheon.
Kích cỡ đại học sẽ tăng hơn 58% so với diện tich 1.4 triệu m² (350 mẫu Anh) đang có thành 2.2 triệu m² (550 mẫu Anh), số đầu người tăng 10,000 hay 33% số lượng hiện tại. Cùng với các hội trường và các khóa trình văn khoa, nghiên cứu, dự án sẽ thêm một cơ sở y học bao gồm bệnh viện nghiên cứu và trung tâm bồi huấn, nghiên cứu nha khoa và dược lý lâm sàng, ký túc xá, chung cư, trường trung học quốc tế và các cơ sở khác. Đại học dự tính mở khuôn viên quốc tế năm 2014 và sẽ có các cơ sở quốc lập địa phương khác tham gia dự án.

## Cơ sở vật chất

### Quảng trường cổng chính

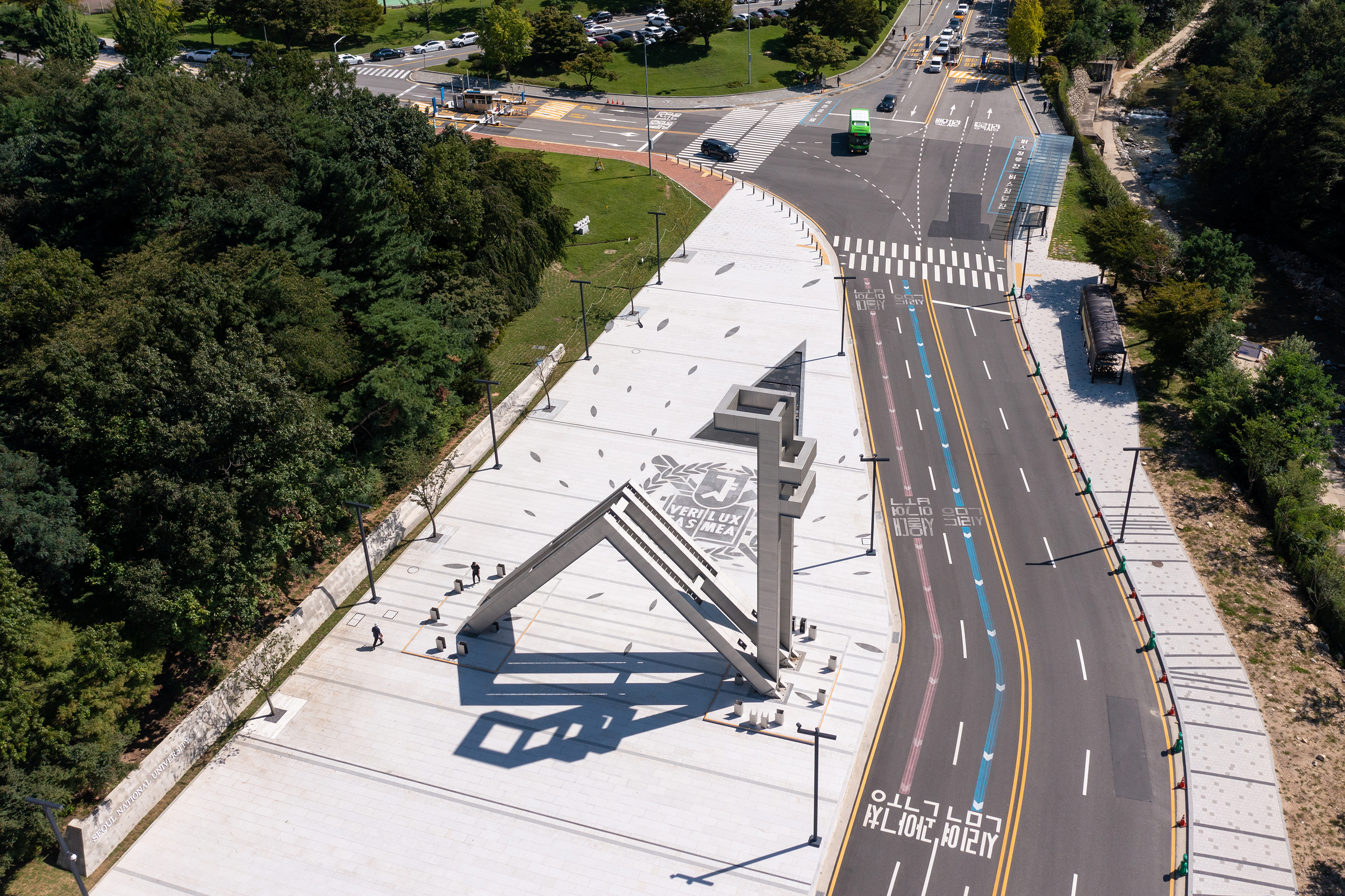
Toàn cảnh quảng trường cổng chính Đại học Quốc gia Seoul

Cổng chính có hình chữ '샤', được hoàn thành vào năm 1978 và là một biểu tượng của Đại học Quốc gia Seoul. Đây là tác phẩm điêu khắc đại diện cho phụ âm đầu (ㄱㅅㄷ) của Đại học Quốc gia Seoul, đồng thời cũng tượng trưng cho chìa khóa để tìm ra 'sự thật' trong phương châm của Đại học Quốc gia Seoul, 'Sự thật là ánh sáng của tôi (VERITAS LUX MEA).' Gwanak-ro 14-gil nối từ lối ra 2 của Ga Đại học Quốc gia Seoul, được gọi là ‘Sharosu-gil’ theo tên của nó. Sharosu-gil có nhiều quán cà phê và nhà hàng và là một trong những khu thương mại lớn nằm ở Gwanak-gu.
Năm 2006, nhân kỷ niệm 60 năm thành lập trường, trường được sơn lại từ màu vàng sang màu xám bạc sáng và lắp đèn chiếu sáng suốt đêm xung quanh cổng chính. Điều này nhằm mục đích củng cố hình ảnh về một không gian giáo dục công cộng, đồng thời thể hiện Đại học Quốc gia Seoul là một trung tâm học tập hoạt động 24 giờ một ngày.
Vào năm 2022, dự án cải thiện môi trường cổng chính được triển khai và quảng trường cổng chính được hình thành. Theo đó, con đường bốn làn xe hiện tại đi qua ngay dưới tác phẩm điêu khắc đã được di chuyển về phía thung lũng núi Gwanaksan, và quảng trường cổng chính bắt đầu được khởi công vào ngày 25 tháng 4 theo thiết kế của Giáo sư Seo Hyun thuộc Khoa Kiến trúc Đại học Quốc gia Seoul và đã được hoàn thành vào ngày 24 tháng 8 cùng năm. Logo của Đại học Quốc gia Seoul được khắc trên nền của quảng trường và một hồ nước hình tam giác có tên 'Cầu thang Tri thức' đã được xây dựng. 'Chiếc ghế trí tuệ' được lắp đặt phía trước tác phẩm điêu khắc 'Sha', giúp sinh viên, sinh viên tốt nghiệp và du khách dễ dàng chụp ảnh kỷ niệm hơn.

### Thư viện
Thư viện Đại học Quốc gia Seoul nằm sau tòa quản lý đại học, ở khu thứ 52 Khuôn viên Gwanak. Năm 2009, bộ sưu tập sách vở gồm cả tất mọi phụ lục có bốn triệu cuốn. Tiến sĩ Kim Jong-seo là giáo sư tôn giáo học ở Học viện Nhân văn nhậm chức thủ thư năm 2009.
Thư viện trung ương đã thành lập thư viện số cho phép tra cứu ấn bản đại học, văn kiện cổ xưa và các luận án ngoài thư viện thường, có hình ảnh sách nhỏ, bài trình chiếu diễn thuyết và côn trùng. Thư viện số cho phép truy cập phim các cuộc triển lãm của trường, sự kiện khoa học, hội nghị chuyên đề và hội thảo.
Thư viện mở năm 1946, lấy tên Thư viện trung ương Đại học Quốc gia Seoul, dùng cơ sở vật chất và sách vở của Đại học Kyungsung, năm 1949 đổi thành Lầu phụ Thư viện Đại học Quốc gia Seoul. Khi nhánh chính của thư viện dời về Khuôn viên Gwanak tháng 1 năm 1975 thì đặt tên Thư viện Đại học Quốc gia Seoul, năm 1992 đổi một lần nữa trở lại Thư viện trung ương Đại học Quốc gia Seoul.
Năm 1966, bộ sưu tập của thư viện bắt đầu hệ thống hóa, ban đầu sắp xếp thành 12 phụ lục cho mỗi học viện, là kỹ thuật, sư phạm, vật lý, nghệ thuật, pháp học, dược lý, âm nhạc, y học, nha khoa, hành chính và khoa học nông nghiệp. Hai năm sau có thêm thư quán cho báo chí và văn khóa, đem tổng số phụ lục lên 14. Tuy nhiên, khi nhánh chính dời về Khuôn viên Gwanak, sư phạm, vật lý, pháp học, thần học, hành chính, báo chí, văn khoa và dược lý hợp nhất thành một tòa duy nhất.

### Khuê chương các

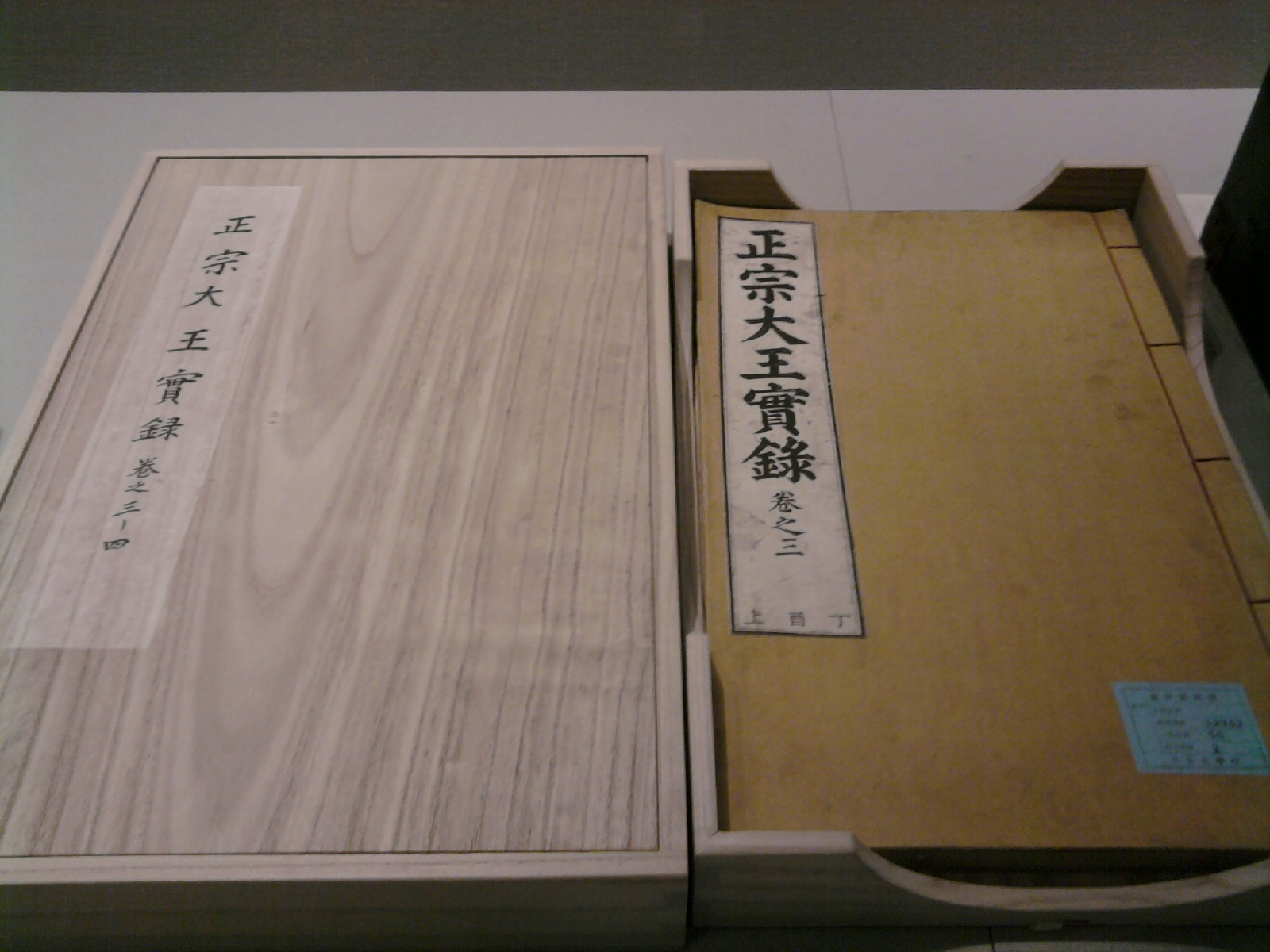
Tài liệu lịch sử ở Khuê chương các Lưu trữ

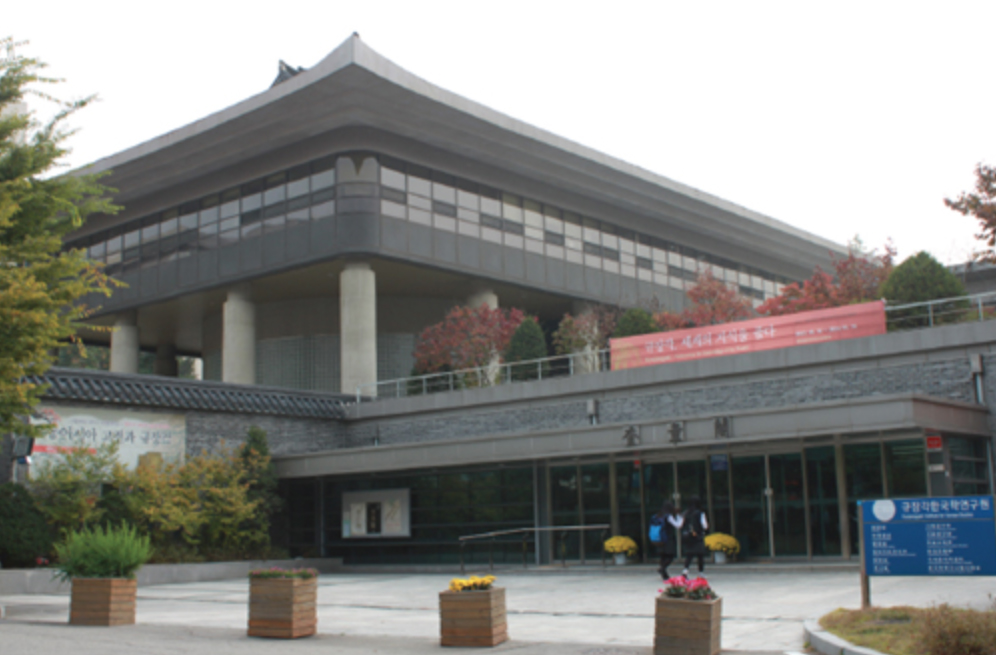
Khuê chương các

Khuê chương các (Kyujanggak) là thư viện hoàng gia của Nhà Triều Tiên, thành lập năm 1776 theo lệnh của Triều Tiên Chính Tổ, bấy giờ nằm tại Changdeokgung. Hiện tại lấy tên Thư viện hoàng gia Khuê chương các hay Cục lưu trữ Khuê chương các và do Viện nghiên cứu Hàn Quốc học Khuê chương các (규장각한국학연구원, Gyujanggak-Hangukhak-Yeonguwon) quản lý tại Đại học Quốc gia Seoul làm kho tài liệu then chốt của tài liệu lịch sử Triều Tiên và trung tâm nghiên cứu, xuất bản tạp chí hàng năm Khuê chương các.
Vào tháng 5 năm 1962, ‘Ủy ban Sách Kyujanggak’ được thành lập trong Thư viện Trung tâm của Đại học Quốc gia Seoul. Vào tháng 6 năm 1990, tòa nhà dành riêng cho Kyujanggak được hoàn thành và tọa lạc tại bên phải cổng G1 trong khuôn viên trường. Ngoài những cuốn sách Kyujanggak đã trở thành tài liệu cơ bản cho nghiên cứu Hàn Quốc, nơi đây còn lưu giữ tổng cộng 300.000 tài liệu, bao gồm 175.000 cuốn sách cổ, 50.000 tài liệu cổ và 18.000 tấm sách. Vào ngày 1 tháng 2 năm 2006, Kyujanggak của Đại học Quốc gia Seoul và Viện Văn hóa Hàn Quốc của Đại học Quốc gia Seoul đã được sáp nhập để thành lập tên hiện tại, ‘Viện Nghiên cứu Hàn Quốc Kyujanggak.’

### Viện bảo tàng
Viện bảo tàng Đại học Quốc gia Seoul nằm trên Khuôn viên Gwanak, mở cùng trường năm 1946 lấy tên "Lầu phụ Viện bảo tàng Đại học Quốc gia Seoul." Tòa nhà Dongsung-dong hai tầng ban đầu xây năm 1941 làm Viện bảo tàng Đại học đế quốc Kyúngung trước khi chuyển Đại học Quốc gia Seoul. Khi viện bảo tàng dời lên tầng sáu Thư viện trung ương năm 1975 thì lấy tên Viện bảo tàng Đại học Quốc gia Seoul, sau chuyển sang cơ sở mới xây cạnh Tòa nhà Dongwon năm 1993, tọa lạc tới hiện tại. Tiến sĩ Park Nak-gyu là viện trưởng.

### Viện bảo tàng nghệ thuật

Tòa nhà mới của Viện bảo tàng Nghệ thuật

Viện bảo tàng Nghệ thuật Đại học Quốc gia Seoul thành lập năm 1995 có Quỹ văn hóa Samsung tài trợ, theo đề nghị từ Tiến sĩ Lee Jong-sang là giáo sư Nghệ thuật phương Đông. Tòa nhà do kiến trúc sư Hà Lan Rem Koolhaas thiết kế, Samsung đảm nhiệm xây dựng. Cấu trúc 4,450 m2 (47,900 ft2) nằm ba tầng trên và dưới mặt đất, có đặc điểm quan trọng là khu vực phía trước đúc hẫng khỏi mặt đất. Xây dựng tiến hành từ năm 2003 đến 2005, khai trương ngày 8 tháng 6 năm 2006. Tiến sĩ Jung Hung-min nhậm chức viện trưởng năm 2006.

### Ký túc xá

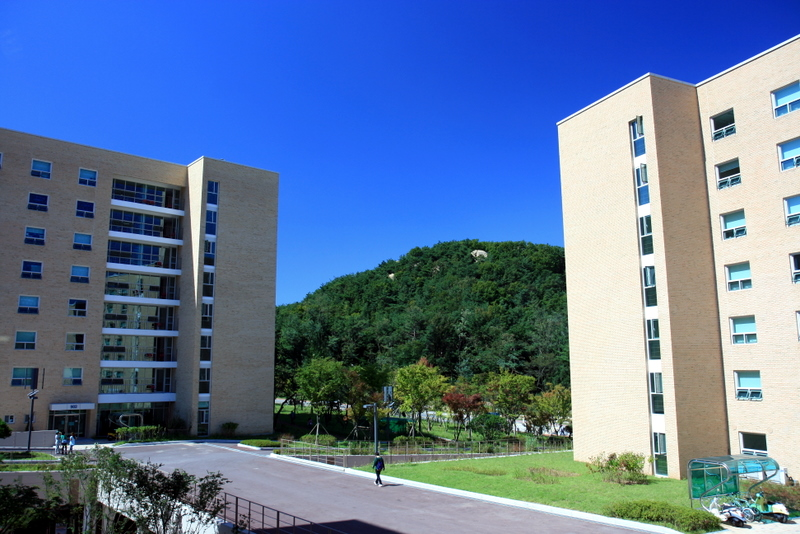
Hơn 1,300 phòng ký túc xá ở Gwanaksa mới được cải tạo từ tháng 9 năm 2010.

Ký túc xá của Đại học Quốc gia Seoul tên là Gwanaksa (관악사), cho sinh viên bản khóa lẫn nghiên cứu và gia đình đều nằm tại đây, xây tháng 8 năm 1975 làm năm tòa Gwanaksa và một tòa phúc lợi chứa được 970 nam sinh viên. Ký túc xá nữ xây thang 2 năm 1983. Đến tháng 6 năm 2007, có một tòa quản lý, hai tòa phúc lợi, 12 tòa ký túc xá sinh viên bản khóa, sáu cho sinh viên nghiên cứu, tổng cộng chứa 3,680 sinh viên. Khác với các ký túc xá khác ở Hàn Quốc, không hề có giờ giới nghiêm ở Đại học Quốc gia Seoul.
Yeongeonsa nằm tại khuôn viên Yeongeon là trường y của Đại học Quốc gia Seoul, chứa được 533 sinh viên bản khóa và 17 gia đình.

### Tân văn Đại học

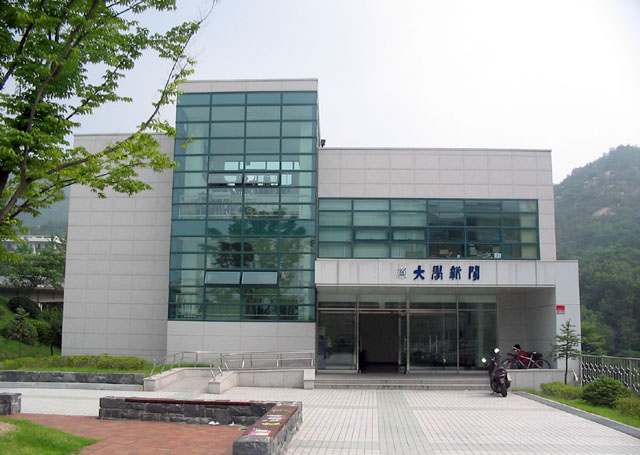
Tòa biên tập của tờ báo sinh viên

Tân văn Đại học (대학신문, Daehak-Sinmun) là tờ báo sinh viên của Đại học Quốc gia Seoul, xuất bản lần đầu tiên ngày 4 tháng 2 năm 1952 trong khi tị nạn tránh tàn phá của Chiến tranh Triều Tiên. Năm 1953 dời về Dongsung-dong ở Seoul là nơi từ năm 1958 thậm chí ấn bản cho trung học còn xuất bản. Khó khăn tài chính năm 1960 khiến tờ phải đình bản một thời gian. Năm 1975, tờ chuyển đến Khuôn viên Gwanak, nơi xuất bản liên tục cho đến hiện tại. Khi ra mắt bán 500 won một bản, đôi khi hai lần một tuần, bây giời thì phân phát miễn phí mỗi thứ Hai. Tờ báo không xuất bản trong các kỳ nghỉ hoặc kỳ thi.

## Danh tiếng và thứ hạng

### Danh tiếng
Bài nghiên cứu của KEDI cho thấy tên tuổi của trường biến thành lương bổng cao 12% hơn so với bất kỳ đại học Hàn Quốc nào khác. Sinh viên tốt nghiệp Đại học Quốc gia Seoul chi phối giới học thuật, chính phủ, chính giới và kinh doanh, cứ bốn hiệu trưởng Hàn Quốc có một người học tập lấy bằng cử nhân ở Đại học Quốc gia Seoul. Giữa năm 2003 và 2009, có nhiều học sinh tốt nghiệp trung học khoa học và nhận học bổng tổng thống nhập học vào Đại học Quốc gia Seoul hơn tổng số của tám đại học nổi tiếng khác.
Những người đứng đầu kỳ thi Tu năng do chính phủ Hàn Quốc tổ chức thường vào Đại học Quốc gia Seoul và các sinh viên tốt nghiệp chiếm đa số giới học thuật, chính trị và kinh doanh ở Hàn Quốc. Nhưng cũng có quan điểm rằng trường là 'đại học tốt nhất ở Hàn Quốc hay 'nơi các danh tài của Hàn Quốc hội tụ' trong khi loại bỏ nhiều người có tài năng. Hàn Quốc hiện nằm trên đỉnh học thuật, có người yêu cầu Đại học Quốc gia Seoul nên bị giải tán. Thật ra, Tổng thống Roh Moo-hyun từng ủng hộ bãi bỏ Đại học Quốc gia Seoul.

### Thứ hạng quốc tế
Năm 2015, Thomson-Reuters đánh giá Đại học Quốc gia Seoul là cơ sở sáng tạo thứ 31 trên thế giới, Bảng xếp hạng đại học thế giới QS năm 2016 xếp vào thứ 35 thế giới và 10 trong châu Á [33, 36], thứ 4 trong Bảng xếp hạng đại học châu Á QS khu vực năm 2013. Đại học Quốc gia Seoul là thứ 9 châu Á, 85 thế giới theo Bảng xếp hạng đại học thế giới Times năm 2016 [32, 35], năm 2014-2015 là thứ 26 thế giới. Bảng xếp hạng học thuật đại học thế giới năm 2015 đánh giá Đại học Quốc gia Seoul nằm trong các đại học thứ 101-105 thế giới và tốt nhất trong nước. Trung tâm xếp hạng đại học thế giới năm 2016 cho Đại học Quốc gia Seoul thứ hạng 24 trên thế giới.
Bảng xếp hạng đại học thế giới QS theo môn năm 2018: thứ 25 với Nghệ thuật và Nhân văn học, 16 với Kỹ thuật và Công nghệ, 37 với Khoa học đời sống, Y học, 21 với Khoa học xã hội, Quản trị và 20 với Khoa học tự nhiên.
Cơ sở được bài phân tích dữ liệu năm 2008 của Chỉ số trích dẫn khoa học xếp hạng thứ 20 về mức xuất bản, năm sau hạng 8 thế giới về thử nghiệm lâm sàng. Năm 2011 Mines ParisTech: Bảng xếp hạng chuyên nghiệp đại học thế giới cho biết Đại học Quốc gia Seoul xếp hạng thứ 10 thế giới về số cựu sinh viên làm tổng giám đốc điều hành công ty Fortune 500. Đại học Quốc gia Seoul cũng có số sinh viên du học Mỹ lấy bằng tiến sĩ cao thứ ba năm 2006.

## Tranh cãi
Có các vấn đề về tính đa dạng và kỳ thị chủng tộc với giáo sư nước ngoài ở Đại học Quốc gia Seoul, từ năm 2009 có nỗ lực tuyển dụng giáo sư ngoại quốc trong vài năm, số lượng đạt đỉnh ở 242 hay 4% tổng số, sau thì giảm xuống, một tỷ lệ lớn giáo sư "nước ngoài" thật ra là cựu công dân Hàn Quốc đã nhập tịch hải ngoại. Nhiều giáo sư nước ngoài đợt đầu rời sau khi phàn nàn về kỳ thị chủng tộc, đôi khi không báo trước. Đại học Quốc gia Seoul không thúc đẩy được danh tiếng quốc tế bằng cách ký hợp đồng với những người đoạt Giải Nobel, bởi hầu hết đều đã nghỉ hưu và giữ các chức vụ học thuật ở nơi khác, đôi khi rời bỏ trước khi hợp đồng hết hạn.

## Cựu sinh viên, giáo sư nổi tiếng

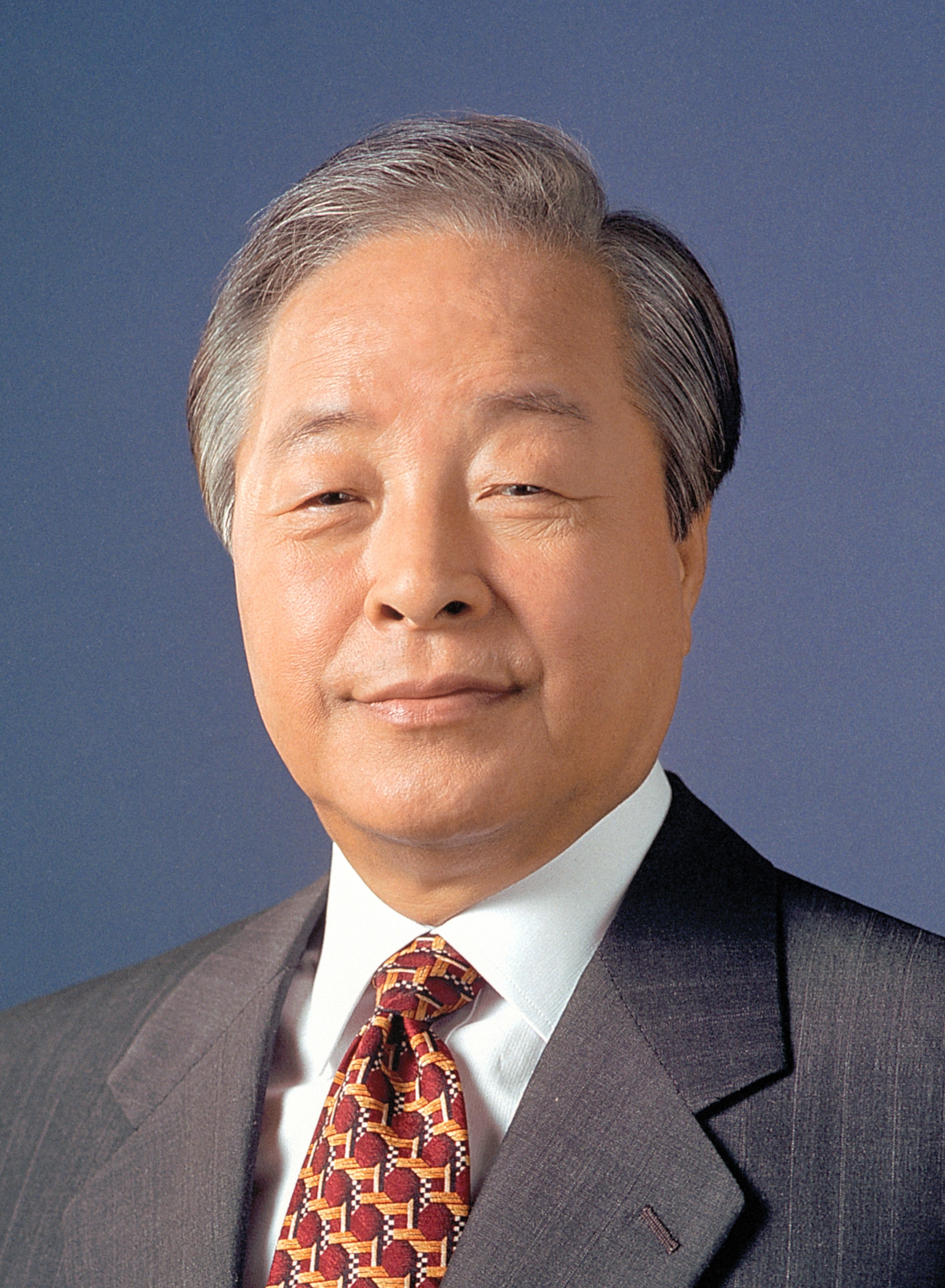
Kim Young-sam, Tổng thống thứ 7 của Hàn Quốc
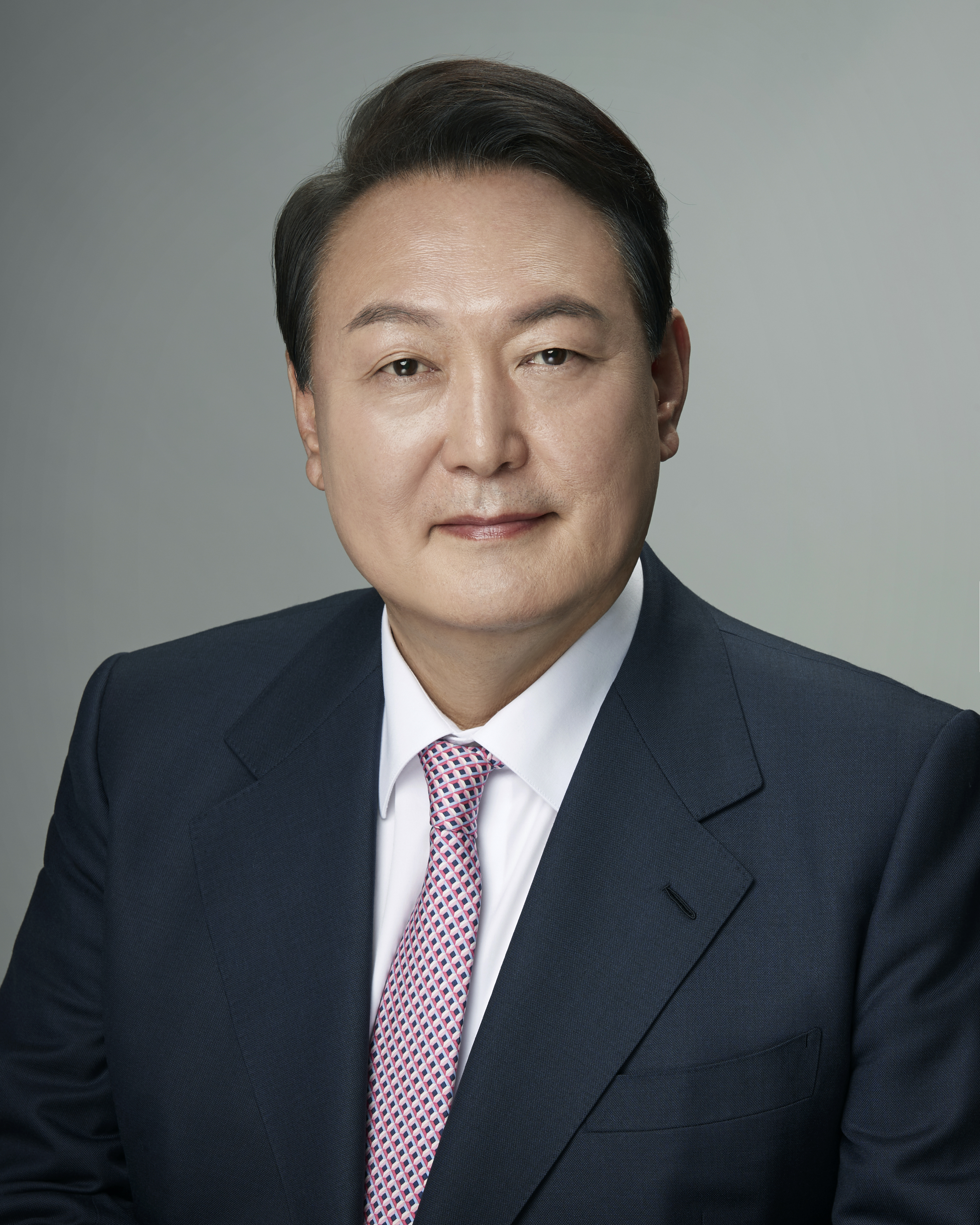
Yoon Suk Yeol, Tổng thống thứ 13 của Hàn Quốc
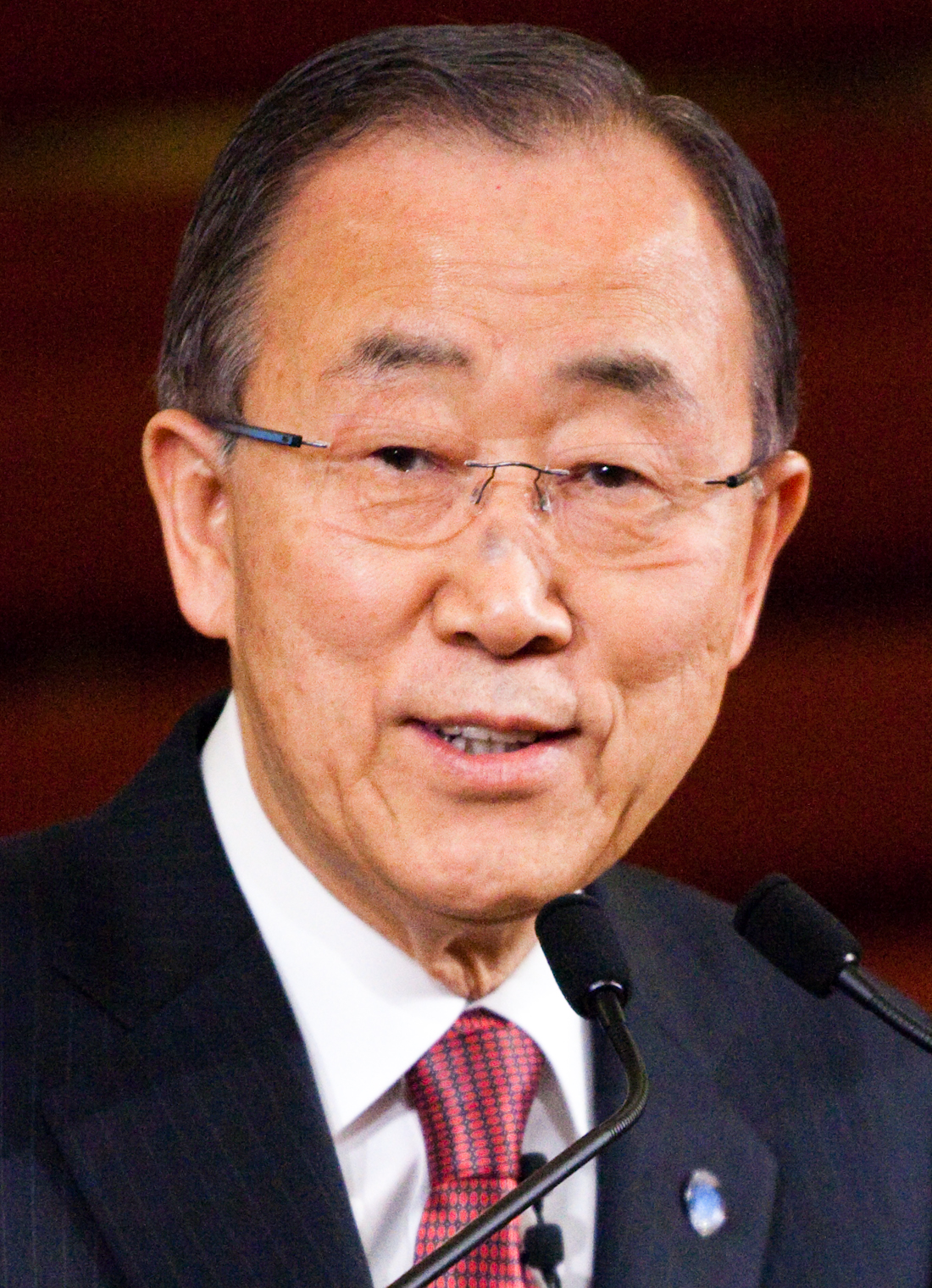
Ban Ki-moon, Tổng thư ký thứ 8 của Liên Hợp Quốc
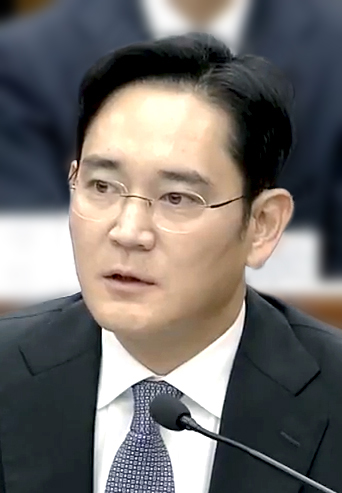
Lee Jae-yong, Chủ tịch Samsung Electronics
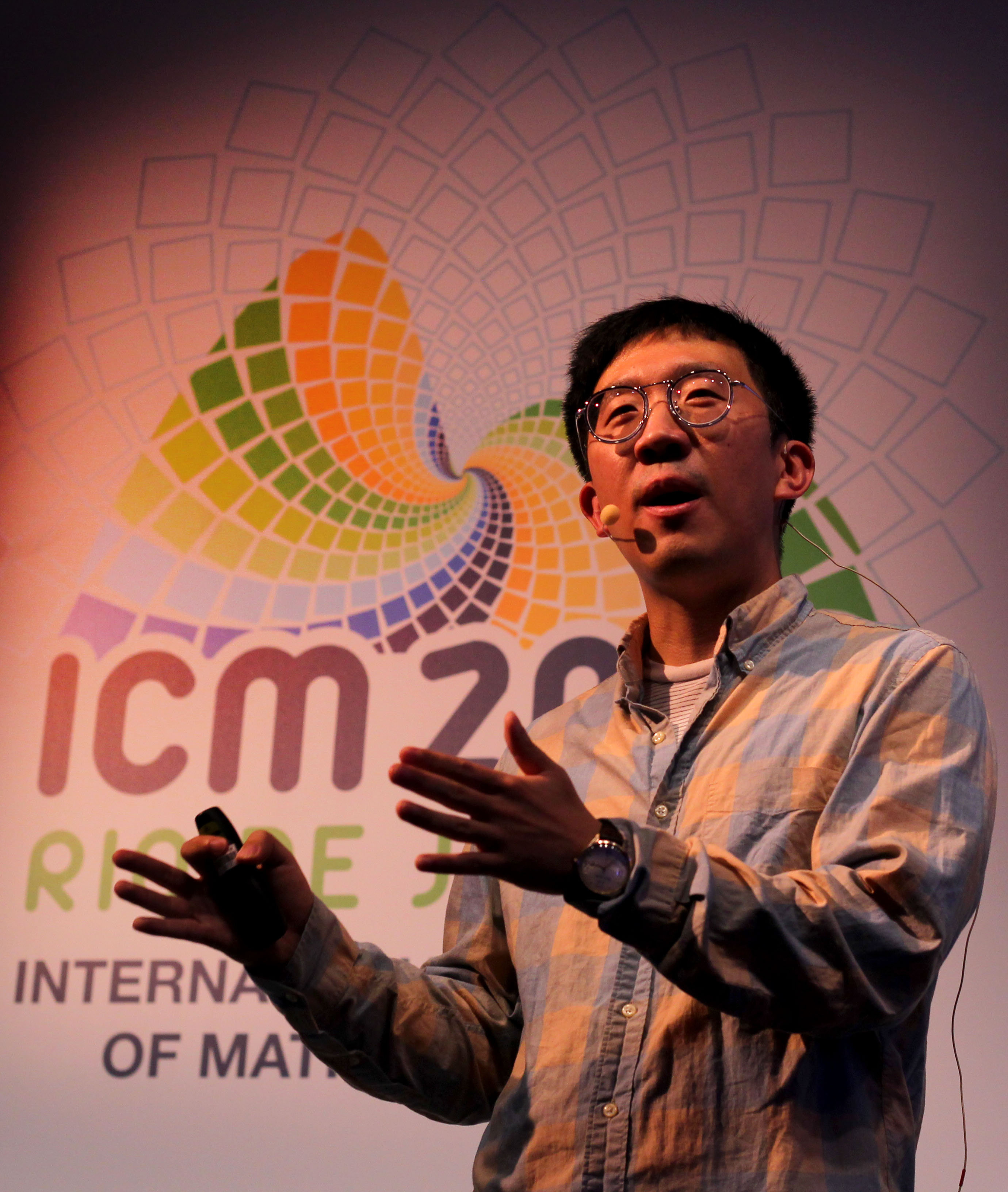
June Huh, Người đoạt Huy chương Fields năm 2022

Trong số cựu sinh viên nổi tiếng có các nhân vật trứ danh trong các tổ chức quốc tế và kinh doanh như Ban Ki-moon là Tổng thư ký Liên hợp quốc thứ tám, Hoesung Lee là Chủ tịch Ủy ban liên chính phủ về Biến đổi khí hậu, Song Sang-hyun là cựu Viện trưởng Tòa án hình sự quốc tế, Lee Jong-wook là cựu Tổng giám đốc Tổ chức Y tế Thế giới, O-Gon Kwon là Cựu Phó viện trưởng kiêm Thẩm phán thường trực Tòa án hình sự quốc tế cho cựu Nam Tư và Kwon Oh-hyun là Giám đốc điều hành kiêm chủ tịch Samsung Electronics và Bang Si-hyuk là chủ tịch kiêm nhà sáng lập của HYBE Corporation.

## Trong giới truyền thông
Khuôn viên đã dùng làm địa điểm qua phim cho bộ phim truyền hình Star's Lover năm 2008 của SBS, là đại học của Kim Chul Soo do Yoo Ji-tae thủ vai, các bài diễn thuyết của ông và cuộc thăm trường của Lee Ma-ri, Choi Ji-woo đóng vai, địa điểm dùng bao gồm phòng triển làm, Khuê chương các và các đường viện bảo tàng. Đây là lần đầu tiên cho phép khuôn viên dùng làm địa điểm quay phim.
Tháng 5 năm 2015, chuyến đi thứ 185 của chương trình tạp kỹ nổi tiếng Hàn Quốc 2 Ngày 1 Đêm quảng cáo trường đại học bằng cách tổ chức các nhiệm vụ trên khuôn viên theo phong cách riêng của chương trình.
Trong bộ phim truyền hình Hồi đáp 1988 (Reply 1988) ăn khách Hàn Quốc năm 2016 của tvN, Ryu Hye-young đóng vai Bung Bo-ra là sinh viên Đại học Quốc gia Seoul theo học Giáo dục toán học.
Phim truyền hình Cheese In The Trap ăn khách năm 2016 quay ở Đại học Quốc gia Seoul.
Đại học Quốc gia Seoul quan hệ mật thiết với cốt truyện trong phim SKY Castle ăn khách Hàn Quốc năm 2018-2019 của JTBC.
Năm 2021, trong bộ phim truyền hình của Netflix Trò chơi con mực (Squid Game), nhân vật chính Cho Sang-woo tham dự Đại học Quốc gia Seoul là một điểm cốt truyện lặp lại.
Năm 2021, trong bộ phim truyền hình của Netflix Điệu cha-cha-cha làng biển (Hometown Cha-Cha-Cha), nhân vật chính Hong Du-Sik đã tốt nghiệp Đại học Quốc gia Seoul.
Năm 2020-2021, trong bộ phim truyền hình của SBS Cuộc chiến thượng lưu (The Penthouse: War in Life), Đại học Quốc gia Seoul được nhiều nhân vật miêu tả là một đại học lý tưởng để theo học.